# Machismo no samba

Exposição fotográfica intitulada “Música: Uma Construção de Gênero”, de 2018, na qual canções tradicionais brasileiras foram abordadas sob o viés das questões de gênero

O machismo no samba é uma característica do referido gênero musical que teria suas raízes no machismo estrutural presente na sociedade brasileira. Apesar mulheres como Tia Ciata terem um papel na difusão do samba no Rio de Janeiro, a história do samba foi narrada majoritariamente por homens, minimizando a participação feminina e relegando as mulheres a posições secundárias, como pastoras ou baianas, enquanto os homens assumiam o papel de compositores, intérpretes e protagonistas. Para a sambista Teresa Cristina, por exemplo, o samba refletiria sim o machismo da sociedade brasileira, mas de uma maneira menos hipócrita: "o machismo que existe no samba não é velado como o racismo no Brasil, por exemplo". Já para a deputada petista Moema Gramacho, existiria uma preponderância de machismo em gêneros mais populares, como o funk e o pagode. No ano de 2018, a prefeitura do município brasileiro de São Leopoldo, no Rio Grande do Sul, organizou uma exposição intitulada “Música: Uma Construção de Gênero”, na qual canções tradicionais foram abordadas de nomes de sambistas como Bezerra da Silva e Jorge Veiga, bem como outros nomes populares como Grupo Tradição e Sidney Magal.

## Machismo nas letras de samba
As letras do samba frequentemente reproduzem estereótipos negativos sobre as mulheres, reforçando uma visão patriarcal. Músicas escritas por nomes consgrados do samba, como Noel Rosa, Moreira da Silva, entre outros, apresentam mulheres como figuras traiçoeiras, interesseiras ou submissas. Um exemplo é a canção "Ai, que Saudades da Amélia", de Mário Lago e Ataulfo Alves, que idealiza a mulher submissa e resignada, incapaz de fazer exigências ao parceiro, muito embora a roqueira Pitty tenha escrito em 2009 uma canção em resposta crítica à "Amélia". Outros sambas abordam de forma naturalizada a violência simbólica e física contra as mulheres, tratando ciúmes e agressões como aspectos normais da vida conjugal. Exemplos incluem ainda composições de Noel Rosa como "Mulher Indigesta", que a certa altura da letra afirmar que mulher "merece um tijolo na testa". Martinho da Vila, por sua vez, tem uma composição cujo título  é "Você Não Passa de Uma Mulher", música gravada em 1975 e que chegaou a entrar na trilha sonora da novela Pecado Capital. Ao ser indagado sobre o machismo dessa sua composição, Martinho disse que "talvez fizesse uma revisãozinha”.
| “                                                                                                   | Eu já fiz tudo pra lhe agradar/ Ela está sempre zangada/ Sempre de cara amarrada/ Será que ela quer pancada?/É só o que lhe falta dar/ Ela quer apanhar! | ” |
| — Dorival Caymmi, em parceria com Antônio Almeida, em letra da canção "O que É que Eu Dou?, de 1947 | |   |

## Machismo nas escolas de samba
A dificuldade de inserção feminina no samba se refletiu não apenas nas letras, mas também na estrutura das escolas de samba. As mulheres eram frequentemente excluídas dos processos decisórios, e suas contribuições, como composições ou enredos, eram desconsideradas. Mesmo compositoras como Dona Ivone Lara tiveram que enfrentar barreiras significativas para ter suas músicas aceitas em um ambiente dominado por homens. As escolas de samba, apesar de sua origem popular, refletiam o patriarcado ao limitar as funções femininas a papeis de apoio, como costureiras, passistas ou porta-bandeiras.